# Manhunt international 2007
 (août 2023).
Si vous disposez d'ouvrages ou d'articles de référence ou si vous connaissez des sites web de qualité traitant du thème abordé ici, merci de compléter l'article en donnant les références utiles à sa vérifiabilité et en les liant à la section « Notes et références ».
Ne doit pas être confondu avec Mister Monde 2007.
Manhunt international 2007 fut la douzième édition du concours mondial de beauté masculine Manhunt international. Le concours se déroula le samedi 10 février 2007 au nouveau Kangwonland International Convention Centre de Séoul (Corée du Sud). Parmi les quarante-huit pays participants, ce fut Jeffrey Zheng de Chine qui succéda à Jaime Augusto Mayol des États-Unis.
Ce fut le premier concours Manhunt international à avoir eu lieu en hiver.
Les candidats furent jugés par un panel de 15 membres, composé de célébrités internationales et sud-coréennes.

## Résultats

### Classement
| Titre                                           | Candidat |
| ----------------------------------------------- | --- |
| Manhunt international 2007                      | - Chine – Jeffrey Zheng |
| 1er dauphin                                     | - Canada – Jason Charles Milot |
| 2e dauphin                                      | - Grèce – Athitakis Ioannis |
| 3e dauphin                                      | - Australie – Craig Barnett |
| 4e dauphin                                      | - Inde – Abhimanyu Jain |
| Top 16 demi-finalistes (par ordre alphabétique) | - Belgique – Michael Verlackt - Bulgarie – Ali Aliev - Corée du Sud – Jeong Ju Seop - Costa Rica – Alonso Fernández Alvarez - Indonésie – Fernando Surya - Kazakhstan – Anuar Kusherbaev - Liban – Pedro Kiwan - Mexique – Gabriel Navarro - Panama – Orlando Mendieta - Porto Rico – Justin Johnson Perez - Suède – Alexander Parleros - Viêt Nam – Ngô Tiến Đoàn |

### Récompenses spéciales
| Titre                                                                       | Candidat                              |
| --------------------------------------------------------------------------- | ------------------------------------- |
| M. Popularité d’Internet (Mr. Internet Popularity, élu par les internautes) | Grèce – Athitakis Ioannis             |
| M. Photogénique (Mr. Photogenic)                                            | Costa Rica – Alonso Fernández Alvarez |
| M. Physique (Mr. Physique)                                                  | Viêt Nam – Ngô Tiến Đoàn              |
| M. Personnalité (Mr. Personality)                                           | Népal – Chandan Agrawal               |
| M. Sympathie (Mr. Friendship)                                               | Curaçao – Gerrit Kooks                |
| Meilleur jeune marié (Best Groomed)                                         | Indonésie – Fernando Surya            |
| Meilleur mannequin au défilé (Best Runway Model)                            | Corée du Sud – Jeong Ju Seop          |
| Meilleur maillot de bain (Best in Swimsuit)                                 | Kazakhstan – Anuar Kusherbaev         |
| Meilleur costume national (Best National Costume)                           | Taïwan – Li Chi-Hsiang                |

### Récompenses régionales
| Amériques      | - Mexique – Gabriel Navarro - Panama – Orlando Mendieta - Venezuela – German Gonzalez         |
| Afrique & îles | - Angola – Marco Kleyn Gomes Rocha - Hawaï – Jacob Maddox - Porto Rico – Justin Johnson Perez |
| Asie           | - Hong Kong – Zhang Dong - Singapour – Goh Zhen Wei - Malaisie – Loo Mark Chin                |
| Europe         | - Autriche – Markus Unfried - Lettonie – Armands Berzins - Lituanie – Ernas Moll              |
| Méditerranée   | - Turquie – Serkan Tan - Liban – Pedro Kiwan - Malte – Kevin Bonello                          |

## Participants
| Pays               | Candidat                 | Âge    |
| ------------------ | ------------------------ | ------ |
| Afrique du Sud     | Quinton Van der Wolt     | 24 ans |
| Allemagne          | Mahmut Karaton           | 22 ans |
| Angleterre         | Sonny Singh              | 22 ans |
| Angola             | Marco Kleyn Gomes Rocha  | 22 ans |
| Australie          | Craig Barnett            | 32 ans |
| Autriche           | Markus Unfried           | 28 ans |
| Belgique           | Michael Verlackt         | 20 ans |
| Bosnie-Herzégovine | Mirza Ustovic            | 25 ans |
| Brésil             | Paulo Cesar Sales        | 18 ans |
| Bulgarie           | Ali Aliev                | 27 ans |
| Canada             | Jason Charles Milot      | 28 ans |
| Chine              | Jeffrey Zheng            | 27 ans |
| Chypre             | Yiannis Herbrik          | 22 ans |
| Colombie           | Jonathan Zambrano Orrego | 24 ans |
| Corée du Sud       | Jeong Ju Seop            | 22 ans |
| Costa Rica         | Alonso Fernández Alvarez | 24 ans |
| Curaçao            | Gerrit Kooks             | 22 ans |
| Égypte             | Karim Sherif             | 20 ans |
| Estonie            | Tonis Kalmu              | 20 ans |
| États-Unis         | Kipp Glass               | 26 ans |
| Gibraltar          | Daniel Robinson          | 18 ans |
| Grèce              | Athitakis Ioannis        | 24 ans |
| Hawaï              | Jacob Maddox             | 24 ans |
| Hong Kong          | Zhang Dong               | 26 ans |
| Inde               | Abhimanyu Jain           | 23 ans |
| Indonésie          | Fernando Surya           | 24 ans |
| Kazakhstan         | Anuar Kusherbaev         | 22 ans |
| Lettonie           | Armands Berzins          | 21 ans |
| Liban              | Pedro Kiwan              | 24 ans |
| Lituanie           | Ernas Moll               | 22 ans |
| Macao              | Liu Kun                  | 19 ans |
| Malaisie           | Loo Mark Chin            | 29 ans |
| Malte              | Kevin Bonello            | 22 ans |
| Mexique            | Gabriel Navarro          | 22 ans |
| Népal              | Chandan Agrawal          | 21 ans |
| Pakistan           | Aly Asghar               | 23 ans |
| Panama             | Orlando Mendieta         | 18 ans |
| Pays-Bas           | Wouter Koopman           | 25 ans |
| Philippines        | Roldunne J. Mendoza      | 23 ans |
| Porto Rico         | Justin Johnson Perez     | 24 ans |
| Singapour          | Goh Zhen Wei             | 21 ans |
| Suède              | Alexander Parleros       | 21 ans |
| Taïwan             | Li Chi-Hsiang            | 20 ans |
| Thaïlande          | Vacharakorn Waiyasinn    | 23 ans |
| Turquie            | Serkan Tan               | 27 ans |
| Venezuela          | German Gonzalez          | 25 ans |
| Viêt Nam           | Ngô Tiến Đoàn            | 23 ans |